# Steven Pressley
Steven John Pressley (født 11. oktober 1973 i Elgin, Skotland) er en skotsk forhenværende fodboldspiller og nuværende træner for Pafos FC.
I sin aktive karriere spillede Pressley en halv sæson for Randers FC og optrådte 32 gang for det skotske landshold.